# برایتن پارک (شیکاگو)
برایتن پارک (به انگلیسی: Brighton Park) یک منطقهٔ مسکونی در ایالات متحده آمریکا است که در شهرستان کوک (ایلینوی) واقع شده‌است. برایتن پارک ۷٫۰۴ کیلومتر مربع مساحت و ۴۴٬۲۰۲ نفر جمعیت دارد.